# Troides andromache
Troides andromache là một loài bướm ngày thuộc họ Papilionidae. Nó được tìm thấy ở Malaysia and có thể Indonesia.

## Hình ảnh

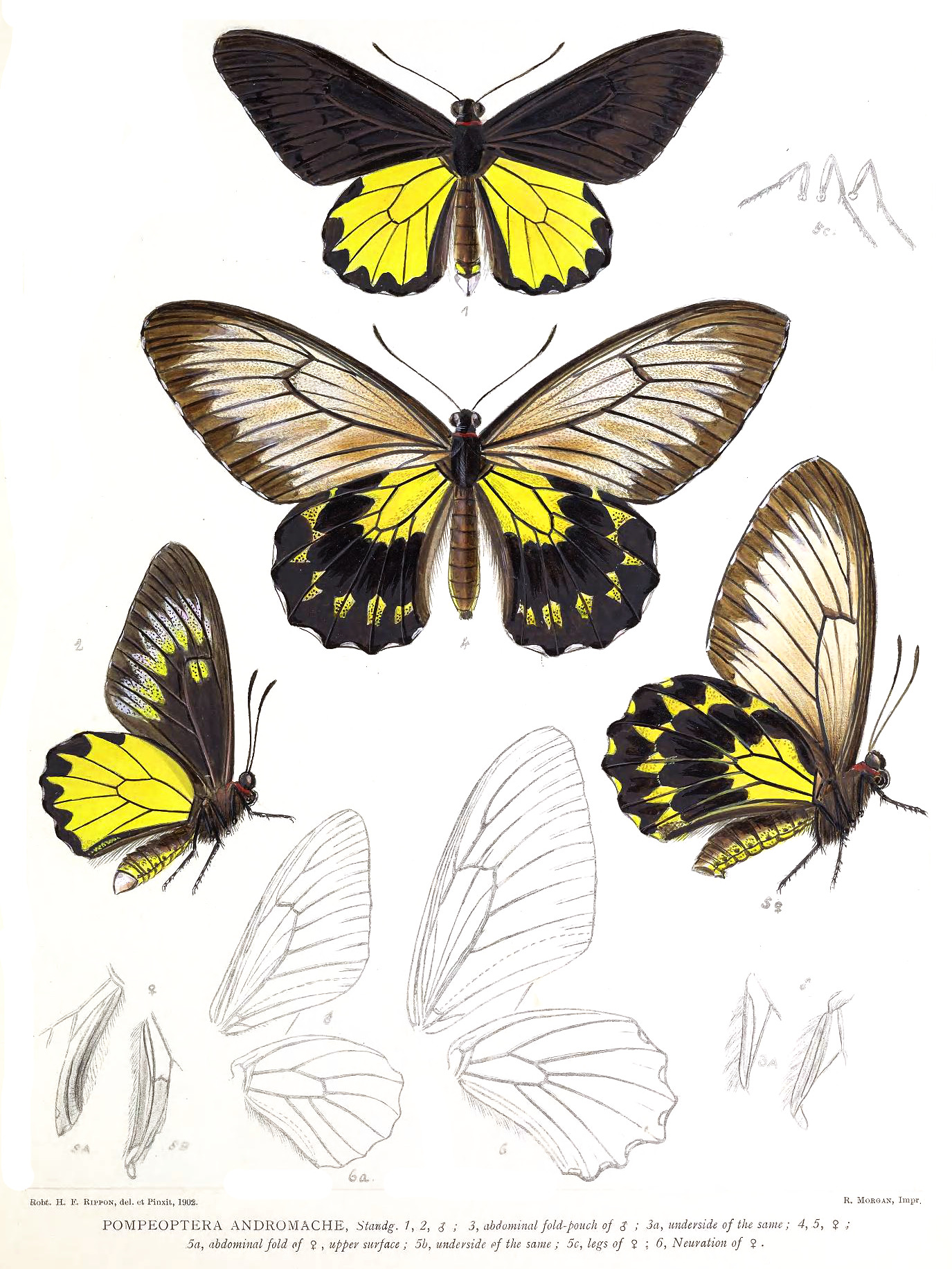